# The Call to Arms (film 1910)
The Call to Arms è un cortometraggio muto del 1910 diretto da David W. Griffith.

## Produzione
Il film fu prodotto dalla Biograph Company e girato nel New Jersey al Lambert Castle di Paterson, nel New Jersey.

## Distribuzione
Il film - un cortometraggio in una bobina - fu distribuito dalla Biograph Company e uscì nelle sale cinematografiche statunitensi il 25 luglio 1910. Una copia del film in nitrato a 35 mm. è conservata negli archivi della Library of Congress.